# Antônio Adolfo da Fontoura Mena Barreto
Antônio Adolfo da Fontoura Mena Barreto (Porto Alegre, 21 de fevereiro de 1846 — Rio de Janeiro, 4 de junho de 1914) foi um militar e político brasileiro.

## Carreira Militar
Antônio Adolfo da Fontoura Mena Barreto nasceu em Porto Alegre, na então província do Rio Grande do Sul, no dia 21 de fevereiro de 1846, filho do marechal de campo Gaspar Francisco Mena Barreto e de Balbina Carneiro da Fontoura Mena Barreto. Assentou praça no Exército Brasileiro em outubro de 1861. Em 1864 seguiu para o campo de combate na guerra contra Aguirre, presidente do Uruguai. Com as forças do marechal João Propício Mena Barreto, mais tarde barão de São Gabriel, marchou para Paissandu e em seguida para Montevidéu, participando do sítio e da capitulação daquela cidade. Em 18 de fevereiro de 1865 foi promovido a alferes e partiu, então, sob as ordens do general Manuel Luís Osório, futuro marquês de Herval, para Entre Rios, província argentina ameaçada de invasão pelas tropas paraguaias. Presidido por Francisco Solano Lopez, o Paraguai havia declarado guerra ao Brasil em 13 de dezembro de 1864, e fez o mesmo em relação à Argentina em 18 de março de 1865. Membro das tropas brasileiras na região do Prata, Mena Barreto passou então a participar da Guerra do Paraguai. Comandado pelo coronel João Manuel Mena Barreto, rumou para o Passo da Pátria, incorporando-se mais tarde ao corpo de Exército estacionado em Curuzu, sob o comando do brigadeiro Manuel Marques de Sousa, o barão de Porto Alegre. Participou de toda a campanha, até seu encerramento em 1870.
Foi promovido a tenente em 13 de junho de 1876 e a capitão em 2 de setembro de 1884. Aproximou-se da política alistando-se nas fileiras do Partido Conservador, no Rio Grande do Sul. Considerando que o partido enfraquecia devido à orientação da chefia, convenceu seus correligionários da necessidade de mudança. Contudo, não exigiu para si a posição de chefe, e sim para Francisco da Silva Tavares, que assumiu a liderança do partido em abril de 1888. Desiludido com o regime monárquico, tornou-se abertamente um dos mais esforçados propagandistas da corrente republicana que crescia pelo país. Nas 
vésperas do advento da República encontrava-se com seu regimento no Rio de Janeiro, então capital do Império. Não tardou a fazer alianças com companheiros de armas, propagandistas republicanos, como Benjamin Constant, Frederico Sólon Sampaio Ribeiro, Joaquim Inácio Batista Cardoso, Sebastião Bandeira, Saturnino Cardoso, Marciano de Magalhães, Lauro Müller, Augusto Tasso Fragoso, Adolfo Peña e outros. Tornou-se, então, um dos oficiais que mais ativamente trabalharam para a implantação do novo regime. Com a Proclamação da República, em 15 de novembro de 1889, como recompensa por seus serviços à causa republicana, foi promovido a major em 7 de janeiro de 1890 e a tenente-coronel pouco depois, em 17 de março.

## Deputado Constituinte
Em 15 de setembro de 1890 foi eleito deputado federal constituinte pelo Rio Grande do Sul. Tomou posse em 15 de novembro seguinte e participou dos trabalhos de elaboração da primeira Constituição republicana do país, afinal promulgada no dia 24 de fevereiro de 1891. Em 25 de abril, foi transferido para a sua terra natal, como comandante do então 4º Regimento de Cavalaria Ligeira, em Itaqui. Nesse posto, prestou auxílio a Júlio de Castilhos na defesa das novas instituições. Em paralelo, a partir de junho, ao se iniciar a legislatura ordinária, ocupou uma cadeira na Câmara dos Deputados no Rio de Janeiro, agora Distrito Federal. No curto período em que esteve no parlamento, dedicou-se quase que integralmente a questões relativas à carreira militar. Além disso, postou-se na defesa do marechal Deodoro da Fonseca, primeiro presidente constitucional da República do Brasil. Fiel e devotado amigo do marechal-presidente, Mena Barreto com ele se solidarizou quando da crise que o levou à renúncia em 23 de novembro de 1891. Chegou a planejar uma invasão do Rio Grande do Sul, mas foi impedido pelas autoridades uruguaias. Com a substituição de Deodoro pelo vice-presidente Floriano Peixoto, retornou ao Rio de Janeiro e ligou-se aos adversários deste. Foi assim um dos signatários do chamado “Manifesto dos 13 Generais”, publicado em 6 de abril de 1892. No documento, os oficiais sustentavam que, segundo a Constituição, deveria ser feita nova eleição para presidente, uma vez que o marechal Deodoro havia renunciado dentro do primeiro biênio governamental. Além disso, criticavam a intervenção do governo federal nos governos estaduais. Floriano Peixoto, declarando tratar-se de uma revolta de oficiais, em 10 de abril prendeu os signatários do manifesto. Em consequência, Mena Barreto foi encarcerado a bordo do encouraçado Aquidabã e desterrado para regiões do estado do Amazonas, onde permaneceu durante seis meses. Anistiado, reassumiu o mandato de deputado federal.

## Combate à Revolução Federalista
Com o retorno de Júlio de Castilhos ao governo do Rio Grande do Sul em 1893, Mena Barreto passou a apoiar o governo contra a Revolução Federalista. O movimento ameaçou a estabilidade do governo republicano e, em resposta, Floriano Peixoto enviou tropas federais para o Sul com o objetivo de combatê-lo. Mena Barreto participou da campanha de março de 1893 até seu encerramento em agosto de 1895, incorporando-se, no comando da 2ª Brigada legalista, às fileiras dos chamados “pica-paus”, seguidores de Júlio de Castilhos, que combatiam os “maragatos”, defensores do federalismo e do parlamentarismo. Sua atuação durante o movimento assinalou sua reconciliação com Floriano Peixoto. No início da guerra civil, os revolucionários, comandados por João Nunes da Silva Tavares e Gumercindo Saraiva, concentraram-se em regiões de fronteira com o Uruguai, próximas a Bagé. Iniciaram, então, a invasão daquela cidade gaúcha, onde Mena Barreto assumira o comando das forças legais. Diante do sucesso inicial das ações dos maragatos e do recrudescimento da revolução, e existindo nas forças legalistas mais de um chefe de igual patente, Mena Barreto concluiu que faltava uma unidade de comando. Solicitou ao governo a nomeação de um oficial general que assumisse o comando em chefe das tropas, no que foi atendido por Floriano, que nomeou o general João Batista da Silva Teles para a função. Em abril de 1893, à frente de sua brigada, Mena Barreto combateu diretamente as forças federalistas, sendo ferido nos combates próximos ao povoado da Serrilhada. Mesmo ferido e quase derrotado, pois já havia perdido posições para os federalistas, conseguiu de novo conquistá-las, forçando o inimigo à fuga até o Uruguai. Em seguida, continuou a acompanhar as ações de Gumercindo Saraiva, que retornara a solo brasileiro, até o rio Negro, onde recebeu ordem de regressar a Bagé. Devido ao seu estado de saúde, foi-lhe determinado que regressasse a Pelotas e, mais tarde, à capital do estado. Ainda não restabelecido completamente, a convite do então ministro da Guerra general Francisco Antônio de Moura, e de Júlio de Castilhos, marchou para São Jerônimo, para dar combate às forças revolucionárias que assolavam o município de São Sepé, operação que não se realizou, pois os federalistas tomaram a direção de São Gabriel, onde derrotaram as forças legalistas. Em seguida, rumaram em direção norte e invadiram Santa Catarina. Mena Barreto marchou, então, para a cidade de Itajaí, naquele estado, onde Gumercindo Saraiva e outros líderes maragatos se achavam alojados. Depois de um combate que durou mais de três horas, os federalistas foram obrigados a abandonar a posição. Mena Barreto retirou-se com sua brigada e posteriormente foi designado para seguir em direção ao rio Pelotas, na divisa entre os estados do Rio Grande do Sul e Santa Catarina, para impedir a passagem de Gumercindo Saraiva que regressava triunfante do Paraná, depois da tomada da cidade da Lapa. Com as margens do rio guarnecidas e atacado ainda pelas forças de Mena Barreto reunidas às do general Artur Oscar, Gumercindo foi obrigado a uma nova retirada pelo centro do sertão. Foi derrotado pela tropa legalista comandada pelo general Lima no município de Passo Fundo e posto em fuga rumo à fronteira de Missões. Com essa constante perseguição, chegou a Carovi e ali, em 10 de agosto de 1894, foi derrotado e morto em combate pelas forças daquele general. Confiado o comando dos federalistas a Aparício Saraiva, irmão de Gumercindo, seguiram estes rumo à fronteira com o Uruguai, devendo efetuar uma passagem pelo rio Ibicuí. Mais uma vez as margens estavam guarnecidas pelas tropas lideradas por Mena Barreto, o que lhes impediu o intento. Nesse mesmo comando, Mena Barreto bateu as forças federalistas na Serra do Caverá, na localidade de Rosário do Sul e as que se encontravam em Lavras do Sul e em Camapuã. Nessa fase da revolução, em 24 de junho de 1895, foi morto na Batalha de Campo Osório o almirante Luís Filipe de Saldanha da Gama, um dos líderes da Revolta da Armada, movimento de oposição ao marechal Floriano Peixoto que, após ser derrotado no Rio de Janeiro, rumou para o Sul do país e uniu-se aos federalistas. Formalizou-se, então, um acordo para pacificação em 23 de agosto, e teve início a dissolução das forças patrióticas. Em face da formalização do fim do conflito, Mena Barreto deixou o campo de ação. Parte dos revoltosos, no entanto, não se conformando com o tratado de pacificação que acabara de ser assinado, continuou a percorrer os Pampas. Mena Barreto, a convite do general em chefe das forças legais e do governo Castilhos, seguiu com o intuito de fazê-los depor as armas, o que conseguiu, obtendo a sua dispersão desde Palmeira das Missões até Vacaria.

## Continuação da Carreira Militar
Em 11 de fevereiro de 1896 foi promovido a coronel. Em 1902, acusado de ter proferido um pronunciamento, foi preso na Fortaleza de Santa Cruz da Barra, em Niterói. Anulada a decisão judicial, ainda assim foi mandado servir em Mato Grosso. Insatisfeito, pediu reforma em 18 de novembro de 1903, permanecendo fora do serviço ativo até 9 de janeiro de 1907. Revertido à efetividade, foi promovido a general de divisão no dia 14 de novembro de 1910.
Comandou a 1ª Região Militar, no Rio de Janeiro, entre 25 de novembro de 1910 e 12 de setembro de 1911.
Em dezembro de 1910, participou da retomada da Ilha das Cobras, também no Rio de Janeiro, na qual fuzileiros navais, presos em consequência da Revolta da Chibata, haviam iniciado nova rebelião.
Em seguida, foi ministro da Guerra do governo Hermes da Fonseca, entre 12 de setembro de 1911 e 30 de março de 1912, em substituição ao general Emídio Dantas Barreto, que assumiria o governo de Pernambuco.
Durante a administração de Mena Barreto à frente do Ministério da Guerra, por meio do Decreto nº 9.397, de 28 de fevereiro de 1912, foi criado o Colégio Militar de Porto Alegre. Sua permanência no ministério foi, entretanto, curta. Acusado de interferir na política estadual, especialmente do Rio Grande do Sul, durante uma reunião do gabinete ministerial realizada em 29 de março de 1912, exonerou-se. Reformou-se em seguida, afastando-se das atividades políticas.
Faleceu no Rio de Janeiro, então Distrito Federal, no dia 4 de junho de 1914. Era casado com Raquel Ribeiro Mena Barreto. Seu sobrinho, João de Deus Mena Barreto, foi um dos líderes da junta governativa provisória que administrou o país entre a deposição de Washington Luís, em 24 de outubro de 1930, e a posse de Getúlio Vargas, em 3 de novembro do mesmo ano.